# Pagoda Ayuwang
La pagoda Ayuwang è una stupa ubicata nella contea di Dai, nella prefettura nord-orientale di Xinzhou, nello Shanxi settentrionale, in Cina.

## Storia e descrizione
La pagoda venne edificata per la prima volta nel 601 sotto la dinastia Sui e dedicata ad Ashoka: nei secoli successivi fu distrutta e ricostruita per tre volte. Il suo aspetto definitivo risale al 1275, sotto la dinastia Yuan, i quali la ristrutturarono in stile tibetano; fu gravemente danneggiata da un terremoto durante la dinastia Qing, nel 1681, e successivamente restaurata, nel 1694.
Nel 2001 entrò a far parte dei siti storici e culturali protetti a livello nazionale.